# Hrušky
Hrušky (deutsch Birnbaum) ist eine Gemeinde in Tschechien. Sie liegt acht Kilometer nordöstlich von Břeclav und gehört zum Okres Břeclav.

## Geographie

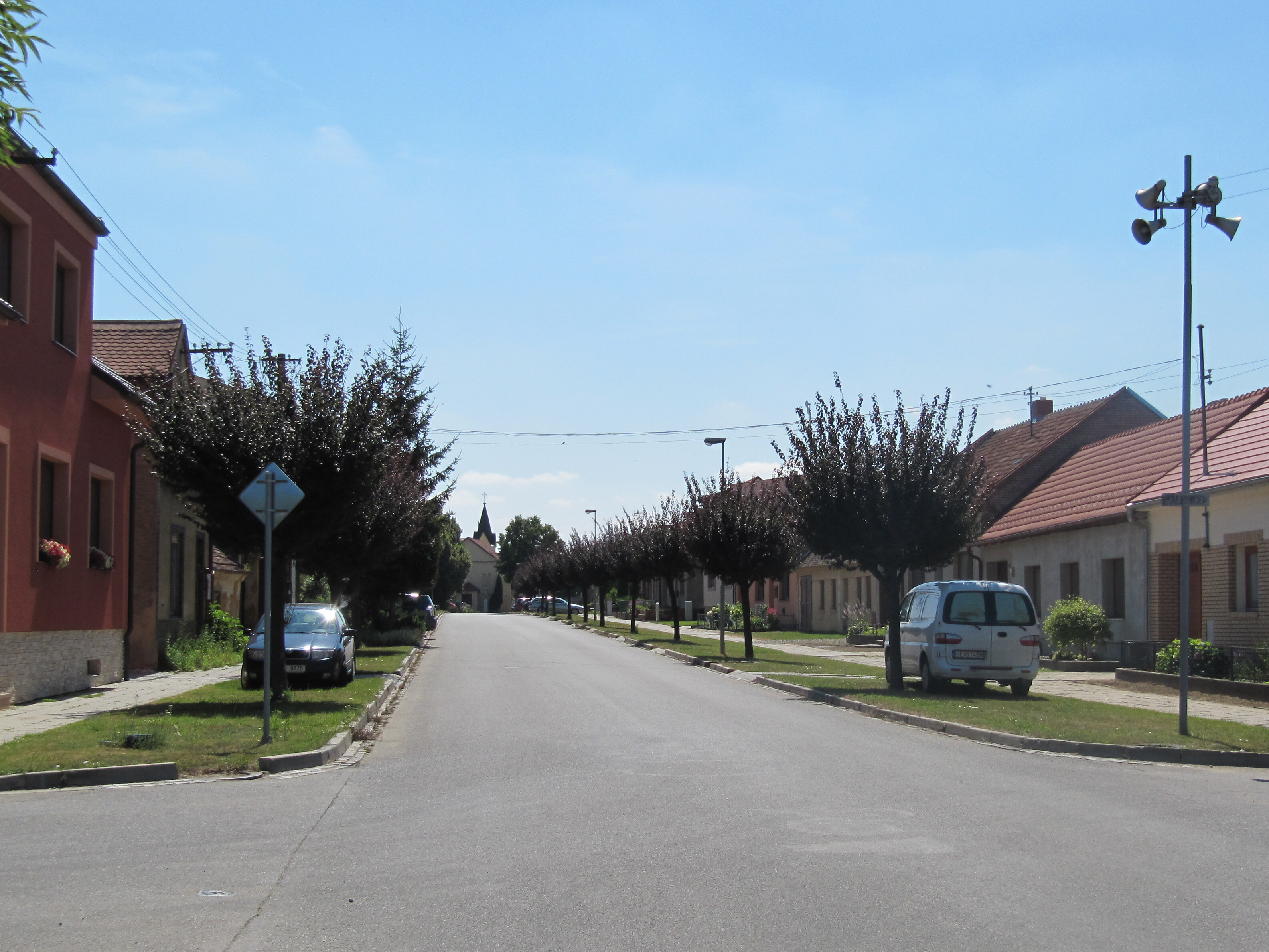
Hrušky, Hauptstraße

Hrušky befindet sich rechtsseitig des Wasserlaufes Svodnice II im Dolnomoravský úval (Südliches Marchbecken). Südöstlich erhebt sich die Stará hora (190 m) und im Nordwesten die Jochy (Jochfeld, 207 m). Am nordwestlichen Ortsrand verläuft die Straße I/55 zwischen Břeclav und Hodonín. Vier Kilometer südwestlich liegt die Autobahn D 2, dort befindet sich bei der Siedlung U Nádraží die Abfahrt 48 Břeclav. An der südöstlichen Peripherie verläuft die Bahnstrecke Břeclav-Hodonín. Im Gemeindegebiet bestehen zwei Bahnstationen; der Haltepunkt Hrušky zastávka am Ortsausgang des Dorfes und der Bahnhof Hrušky in der drei Kilometer entfernten Siedlung U Nádraží.
Nördlich und südlich des Dorfes erstreckt sich eine Erdöl- und Erdgaslagerstätte. In der Umgebung von Hrušky befinden sich mehrere Weinberge.
Nachbarorte sind Prušánky im Norden, Moravská Nová Ves im Nordosten, Kopčany im Osten, Týnec im Südosten, Tvrdonice und Kostice im Süden, U Nádraží im Südwesten, Široký Dvůr im Westen sowie Ladná, Podivín, Prechov, Filiálka und Moravský Žižkov im Nordwesten.

## Geschichte
Anhand des Grundrisses des Dorfes wird angenommen, dass Hrušky während der Kolonisation zu Beginn des 13. Jahrhunderts angelegt worden ist. Die erste urkundliche Erwähnung des Ortes erfolgte im Jahre 1348, als Markgraf Jobst von Mähren die Herrschaft Týnec mit den Dörfern Tvrdonice, Kostice, Dluhonice, Hrušky, Lanžhot und dem Städtchen Týnec erwarb. 1605 fielen die Truppen Stephan Bocskais ein und verwüsteten das Dorf. Zu Beginn des Dreißigjährigen Krieges wurde Hrušky 1619 von den kaiserlichen Truppen erneut geplündert und verwüstet. Das älteste Ortssiegel stammt aus dem Jahre 1622. Nach zahlreichen Besitzerwechseln erwarb Karl Eusebius von Liechtenstein 1638 die Güter und schloss sie seiner Herrschaft Lundenburg an. Während des Krieges verödete das Dorf. Im Hufenregister von 1656 sind für Hrušky lediglich vier der 52 Anwesen als bewirtschaftet ausgewiesen. Im Jahre 1673 fielen die Türken in Hrušky ein. Die Liechtensteiner errichteten im 18. Jahrhundert in Hrušky einen Dominikalhof, auf dem die Untertanen von Hrušky, Nová Ves und Týnec ihre Frondienste zu leisten hatten. Im Jahre 1763 hatte das Dorf 521 Einwohner. Am 1. Mai 1841 nahm die Kaiser Ferdinands-Nordbahn den Verkehr auf der Strecke Lundenburg-Olmütz auf. Die Züge rollten jedoch ohne Halt an Hrušky vorbei. Bis zur Mitte des 19. Jahrhunderts blieb Hrušky immer den Fürsten von Liechtenstein untertänig. Die Bewohner lebten von der Landwirtschaft.
Nach der Aufhebung der Patrimonialherrschaften bildete Hrušky/Birnbaum ab 1850 eine Gemeinde im Bezirk Hodonín. 1926 verkauften die Liechtensteiner Teile des zum Gut gehörigen Grundes an Interessenten. Zum Ende des 19. Jahrhunderts stifteten die Liechtensteiner in Birnbaum als Gegenleistung für eine zwanzigjährige Jagdpacht eine Schule. Auf Betreiben der Besitzer der Lundenburger Zuckerfabrik, Familie Kuffner, wurde 1911 der Bahnhof Birnbaum eingerichtet. Da dieser vor allem als Umschlagplatz für Zuckerrüben konzipiert war, wurde er auf freiem Felde nördlich der Baumschule Setí háj angelegt. Erst 1926 wurde direkt bei Hrušky ein Haltepunkt für den Personenverkehr angelegt. Während des Zweiten Weltkrieges nahm am 13. April 1945 die Rote Armee das Dorf ein. 1949 wurde die Gemeinde dem Okres Břeclav zugeordnet. Die höchste Einwohnerzahl in seiner Geschichte erreichte das Dorf im Jahre 1961 mit 1961 Personen. Beim Zensus von 2001 wurden in Hrušky 536 Häuser und 1414 Einwohner gezählt.
Am 24. Juni 2021 sorgte ein Tornado in Hrušky für schwere Verwüstungen.

## Gemeindegliederung
Für die Gemeinde Hrušky sind keine Ortsteile ausgewiesen. Grundsiedlungseinheiten sind Hrušky und Hrušky-u nádraží.

## Partnergemeinden
- Waldbredimus, Luxemburg, seit 2004

## Sehenswürdigkeiten
- Kirche St. Bartholomäus, erbaut 1861. Die Glocke mit tschechischer Inschrift stammt aus dem 17. Jahrhundert.
- Statuen des hl. Johannes von Nepomuk, hl. Josef, Erzengels Michael und der hl. Dreifaltigkeit, geschaffen zum Ende des 19. Jahrhunderts
- Denkmal der Opfer des Ersten Weltkrieges, errichtet 1925 vor der Schule
- Gedenktafel für die Fallschirmjägergruppe CLAY
- Statue eines Rotarmisten
- Bildstock, mehrere Kruzifixe und Heiligenbildnisse

## Persönlichkeiten
- Anton Jirku (1885–1972), Alttestamentler und Religionswissenschaftler
- Max Hayek (1882–1944), deutscher Schriftsteller, Journalist und Übersetzer